# Rebelde Way
Rebelde Way (difuzat în România cu titlul Rebelii) este un serial argentinian nominalizat la premiile Martin Fierro, creat și produs de către Cris Morena. Serialul a fost transmis în numeroase țări, printre care Peru, Germania, Israel, Spania, Grecia și România, bucurându-se de succes major. În plus, au fost realizate o serie de remake-uri, cea mai cunoscută dintre acestea fiind versiunea mexicană, Rebelde, difuzată de postul de televiziune Televisa. În 2009, s-a confirmat filmarea unei versiuni americane, ce urma să fie produsă de Jennifer Lopez; proiectul nu s-a concretizat însă.
Acțiunea serialului se petrece într-un liceu privat prestigios din Buenos Aires, Elite Way School. Elevii acestui liceu sunt în majoritate copii provenind din cele mai bogate familii din Argentina, restul fiind bursieri care au intrat în școală strict datorită rezultatelor academice foarte bune. Serialul urmărește viețile adolescenților ce învață la liceu, respectiv pe cele ale părinților și profesorilor lor, explorând de asemenea tare sociale precum rasismul și homofobia, și subliniind insistent importanța toleranței și a prieteniei. De asemenea, serialul condamnă în repetate rânduri lumea politică, văzută drept o lume a corupției și înșelătoriei.
Personajele principale ale serialului sunt Mia Colucci (interpretată de Luisana Lopilato), Manuel Aguirre (interpretat de Felipe Colombo), Marizza Pia Spirito (interpretată de Camila Bordonaba) și Pablo Bustamante (interpretat de Benjamin Rojas). Cele patru personaje alcătuiesc pe parcursul serialului o formație, denumită Erreway, formație care a trecut dincolo de micul ecran, bucurându-se de un succes deosebit în țările Americii Latine, în Europa și în Israel, vânzând peste cinci milioane de discuri și câștigând și Discul de Platină în Argentina de câteva ori.
În iulie 2004, după terminarea serialului, a fost lansat și un film, denumit 4 Caminos, care îi are drept protagoniști principali tot pe Lopilato, Colombo, Bordonaba și Rojas. Singurele legături cu serialul sunt reprezentate de prenumele personajelor principale, care rămân aceleași, și de numele formației - în rest, povestea ia o cu totul altă turnură.

## Distribuția

### Elevii
- Luisana Lopilato - Mia Colucci
- Felipe Colombo - Manuel Aguirre
- Camila Bordonaba - Marizza Pia Spirito (Andrade)
- Benjamin Rojas - Pablo Bustamante
- Victoria Maurette - Victoria Paz
- Ángeles Balbiani - Felicitas Mitre
- Guillermo Santa Cruz - Nicolás Provenza (apare doar în sezonul întâi)
- Georgina Mollo - Luna Fernandez (apare doar în sezonul întâi)
- Diego Garcia - Marcos Aguilar
- Jazmín Beccar Varela - Luján Linares
- Mariana Seligmann - Laura Arregui (apare doar în sezonul al doilea)
- Diego Mesaglio - Guido Lassen
- Micaela Vázquez - Pilar Dunoff
- Jorge „Coco” Maggio - Tomas Ezcurra
- Inés Palombo - Sol Rivarola (apare doar în sezonul al doilea)
- Piru Sáez - Rocco Fuentes Echague (apare doar în sezonul al doilea)
- Francisco Bass - Francisco Blanco (apare doar în sezonul al doilea)
- Maria Fernanda Neil - Fernanda Peralta Ramos
- Diego Child - Diego Urcola
- Belen Scallela - Belen Menandez Pacheco
- Gastón Grande - Joaquín Arias Parrondo (apare doar în sezonul întâi)
- Lis Moreno - Dolores „Lola” Arregui (apare doar în sezonul al doilea)
- Paola Sallustro - Agustina Leumann (apare doar în sezonul al doilea)
- Mariano Bertolini - Javier Alanis (apare doar în sezonul al doilea)

### Adulții
- Catherine Fulop - Sonia Rey
- Martin Seefeld - Franco Colucci
- Boy Olmi - Sergio Bustamante
- Fernán Mirás - profesorul de etică Santiago Mansilla (apare doar în sezonul întâi)
- Arturo Bonin - directorul Marcel Dunoff
- Hilda Bernard - profesoara de istorie Hilda Acosta
- Miguel Ángel Cherutti - profesorul de arte Martin/Octavio Andrade (apare doar în sezonul al doilea)
- Federico D'Elia - profesorul de arte Matias Miranda (apare doar în sezonul al doilea)
- Susana Ortiz - Sandra Fernandez (apare doar în sezonul întâi)
- Patricia Viggiano - Marina Cacéres Colucci
- Pablo Hederia - Blas Heredia